# Palea steindachneri
Palea steindachneri är en sköldpaddsart som beskrevs av Friedrich Siebenrock 1906. Palea steindachneri ingår som enda art i släktet Palea och i familjen lädersköldpaddor. Inga underarter finns listade i Catalogue of Life.
Arten är känd från sydöstra Kina, från Vietnam och från ön Hainan. Den introducerades på Hawaii och på andra amerikanska öar i Stilla havet. Palea steindachneri lever vid vattendrag med sötvatten i låglandet och i låga bergstrakter upp till 1500 meter över havet. På Hawaii hittas den dessutom i områden nära sjöar som ofta översvämmas och i dräneringsdiken.
Denna sköldpadda blir ungefär 25 cm lång och den har liksom andra lädersköldpaddor en avplattad sköld som påminner i konsistensen om läder. Hos ungar förekommer flera knölar på skölden och de vuxna djurens sköld är mjukare. På ovansidan är skölden gråbrun, olivbrun eller brun. Undersidan är likaså täckt av en mjuk sköld som är ljusgrå, gulaktig eller krämvit. Det olivbruna huvudet är hos ungdjur täckt av många små svarta och gula strimmor eller/och punkter. Kännetecknande för arten är hudveck på nacken. Honor har en smalare och kortare svans än hannar men de är allmänt större.
Palea steindachneri äter troligen ryggradslösa djur, grodor och några växtdelar. I fångenskap matades den framgångsrik med små fiskar och djurfoder. Honan lägger 3 till 28 ägg per tillfälle och de nykläckta ungarna är 5,4 till 5,8 cm långa.
Arten fångas liksom andra lädersköldpaddor av människor för att äta deras kött. Olika kroppsdelar används i den traditionella kinesiska medicinen. Ungdjur fångas för att hålla de som sällskapsdjur eller för att flytta de till religiösa tempel. För att täcka behovet uppfödas sköldpaddor av bönder. Antagligen behöver den vilda populationen ännu mer skydd. IUCN kategoriserar arten globalt som starkt hotad.